# Яровенко Ігор Адамович
Яровенко Ігор Адамович — український кінооператор.
Народився 1954 р.
Закінчив Київський державний інститут театрального мистецтва ім. І. Карпенка-Карого.

## Фільмографія
Зняв на студії «Укртелефільм» стрічки:
- «Країна моя — доле моя» (1981),
- «Худайберди, посланий богом» (1990),
- «Замовчуваний генерал» (1991),
- «Дунай, Дунай» (1992),
- «Протистояння. Брестський мир» (1994).

| українська персоналія | Це незавершена стаття про особу, що має стосунок до України. Ви можете допомогти проєкту, виправивши або дописавши її. |